# Список астероїдів (37601—37700)
| Назва                              | Тимчасове позначення | Дата відкриття    | Місце відкриття                | Відкривач                           |
| ---------------------------------- | -------------------- | ----------------- | ------------------------------ | ----------------------------------- |
| 37601 Вікджен (Vicjen)             | 1992 GC1             | 3 квітня 1992     | Паломарська обсерваторія       | Керолін Шумейкер, Девід Леві        |
| (37602) 1992 HD1                   | 1992 HD1             | 24 квітня 1992    | Обсерваторія Кітт-Пік          | Spacewatch                          |
| (37603) 1992 HG1                   | 1992 HG1             | 24 квітня 1992    | Обсерваторія Кітт-Пік          | Spacewatch                          |
| (37604) 1992 OQ1                   | 1992 OQ1             | 26 липня 1992     | Обсерваторія Ла-Сілья          | Ерік Вальтер Ельст                  |
| (37605) 1992 PN2                   | 1992 PN2             | 2 серпня 1992     | Паломарська обсерваторія       | Генрі Гольт                         |
| (37606) 1992 RX4                   | 1992 RX4             | 2 вересня 1992    | Обсерваторія Ла-Сілья          | Ерік Вальтер Ельст                  |
| 37607 Regineolsen                  | 1992 RO7             | 2 вересня 1992    | Обсерваторія Ла-Сілья          | Ерік Вальтер Ельст                  |
| 37608 Лонс (Lons)                  | 1992 SY16            | 24 вересня 1992   | Обсерваторія Карла Шварцшильда | Ф. Бернґен, Лутц Шмадель            |
| 37609 LaVelle                      | 1992 WS4             | 25 листопада 1992 | Паломарська обсерваторія       | Юджин Шумейкер, Керолін Шумейкер    |
| (37610) 1993 FP7                   | 1993 FP7             | 17 березня 1993   | Обсерваторія Ла-Сілья          | UESAC                               |
| (37611) 1993 FR29                  | 1993 FR29            | 21 березня 1993   | Обсерваторія Ла-Сілья          | UESAC                               |
| (37612) 1993 FJ37                  | 1993 FJ37            | 19 березня 1993   | Обсерваторія Ла-Сілья          | UESAC                               |
| (37613) 1993 FE40                  | 1993 FE40            | 19 березня 1993   | Обсерваторія Ла-Сілья          | UESAC                               |
| (37614) 1993 FT47                  | 1993 FT47            | 19 березня 1993   | Обсерваторія Ла-Сілья          | UESAC                               |
| (37615) 1993 FX50                  | 1993 FX50            | 19 березня 1993   | Обсерваторія Ла-Сілья          | UESAC                               |
| (37616) 1993 FK82                  | 1993 FK82            | 19 березня 1993   | Обсерваторія Ла-Сілья          | UESAC                               |
| (37617) 1993 NN1                   | 1993 NN1             | 12 липня 1993     | Обсерваторія Ла-Сілья          | Ерік Вальтер Ельст                  |
| (37618) 1993 OD3                   | 1993 OD3             | 20 липня 1993     | Обсерваторія Ла-Сілья          | Ерік Вальтер Ельст                  |
| (37619) 1993 OJ6                   | 1993 OJ6             | 20 липня 1993     | Обсерваторія Ла-Сілья          | Ерік Вальтер Ельст                  |
| (37620) 1993 QA3                   | 1993 QA3             | 16 серпня 1993    | Коссоль                        | Ерік Вальтер Ельст                  |
| (37621) 1993 QT4                   | 1993 QT4             | 18 серпня 1993    | Коссоль                        | Ерік Вальтер Ельст                  |
| (37622) 1993 QO8                   | 1993 QO8             | 20 серпня 1993    | Обсерваторія Ла-Сілья          | Ерік Вальтер Ельст                  |
| 37623 Valmiera                     | 1993 RN4             | 15 вересня 1993   | Обсерваторія Ла-Сілья          | Ерік Вальтер Ельст                  |
| (37624) 1993 RT8                   | 1993 RT8             | 14 вересня 1993   | Обсерваторія Ла-Сілья          | Анрі Дебеонь, Ерік Вальтер Ельст    |
| (37625) 1993 SR1                   | 1993 SR1             | 16 вересня 1993   | Обсерваторія Кітамі            | Кін Ендате, Кадзуро Ватанабе        |
| (37626) 1993 SG2                   | 1993 SG2             | 19 вересня 1993   | Обсерваторія Кітамі            | Кін Ендате, Кадзуро Ватанабе        |
| (37627) 1993 TD                    | 1993 TD              | 11 жовтня 1993    | Коллеверде ді Ґвідонія         | Вінченцо Касуллі                    |
| (37628) 1993 TK17                  | 1993 TK17            | 9 жовтня 1993     | Обсерваторія Ла-Сілья          | Ерік Вальтер Ельст                  |
| (37629) 1993 TX19                  | 1993 TX19            | 9 жовтня 1993     | Обсерваторія Ла-Сілья          | Ерік Вальтер Ельст                  |
| (37630) 1993 TM20                  | 1993 TM20            | 9 жовтня 1993     | Обсерваторія Ла-Сілья          | Ерік Вальтер Ельст                  |
| (37631) 1993 TT27                  | 1993 TT27            | 9 жовтня 1993     | Обсерваторія Ла-Сілья          | Ерік Вальтер Ельст                  |
| (37632) 1993 TT37                  | 1993 TT37            | 9 жовтня 1993     | Обсерваторія Ла-Сілья          | Ерік Вальтер Ельст                  |
| (37633) 1993 TG39                  | 1993 TG39            | 9 жовтня 1993     | Обсерваторія Ла-Сілья          | Ерік Вальтер Ельст                  |
| (37634) 1993 UZ                    | 1993 UZ              | 19 жовтня 1993    | Паломарська обсерваторія       | Е. Гелін                            |
| (37635) 1993 UJ1                   | 1993 UJ1             | 20 жовтня 1993    | Паломарська обсерваторія       | Е. Гелін                            |
| (37636) 1993 UQ4                   | 1993 UQ4             | 20 жовтня 1993    | Обсерваторія Ла-Сілья          | Ерік Вальтер Ельст                  |
| (37637) 1993 UZ5                   | 1993 UZ5             | 20 жовтня 1993    | Обсерваторія Ла-Сілья          | Ерік Вальтер Ельст                  |
| (37638) 1993 VB                    | 1993 VB              | 6 листопада 1993  | Обсерваторія Сайдинг-Спрінг    | Роберт Макнот                       |
| (37639) 1993 VR1                   | 1993 VR1             | 11 листопада 1993 | Обсерваторія Кушіро            | Сейджі Уеда, Хіроші Канеда          |
| (37640) 1993 WF                    | 1993 WF              | 20 листопада 1993 | Коллеверде ді Ґвідонія         | Вінченцо Касуллі                    |
| (37641) 1994 AO3                   | 1994 AO3             | 15 січня 1994     | Обсерваторія Оїдзумі           | Такао Кобаяші                       |
| (37642) 1994 AA6                   | 1994 AA6             | 6 січня 1994      | Обсерваторія Кітт-Пік          | Spacewatch                          |
| (37643) 1994 AX6                   | 1994 AX6             | 7 січня 1994      | Обсерваторія Кітт-Пік          | Spacewatch                          |
| (37644) 1994 BN3                   | 1994 BN3             | 16 січня 1994     | Коссоль                        | Ерік Вальтер Ельст, Крістіан Поллас |
| 37645 Chebarkul                    | 1994 CM13            | 8 лютого 1994     | Обсерваторія Ла-Сілья          | Ерік Вальтер Ельст                  |
| (37646) 1994 CS13                  | 1994 CS13            | 8 лютого 1994     | Обсерваторія Ла-Сілья          | Ерік Вальтер Ельст                  |
| (37647) 1994 ES3                   | 1994 ES3             | 15 березня 1994   | Обсерваторія Оїдзумі           | Такао Кобаяші                       |
| (37648) 1994 EV6                   | 1994 EV6             | 9 березня 1994    | Коссоль                        | Ерік Вальтер Ельст                  |
| (37649) 1994 FC                    | 1994 FC              | 19 березня 1994   | Обсерваторія Сайдинг-Спрінг    | Роберт Макнот                       |
| (37650) 1994 FP                    | 1994 FP              | 21 березня 1994   | Обсерваторія Сайдинг-Спрінг    | Роберт Макнот                       |
| (37651) 1994 GX                    | 1994 GX              | 3 квітня 1994     | Обсерваторія Сайдинг-Спрінг    | Ґордон Ґаррард                      |
| (37652) 1994 JS1                   | 1994 JS1             | 4 травня 1994     | Огляд Каталіна                 | Карл Гердженротер, Тімоті Спар      |
| (37653) 1994 JJ4                   | 1994 JJ4             | 3 травня 1994     | Обсерваторія Кітт-Пік          | Spacewatch                          |
| (37654) 1994 JQ6                   | 1994 JQ6             | 4 травня 1994     | Обсерваторія Кітт-Пік          | Spacewatch                          |
| 37655 Illapa                       | 1994 PM              | 1 серпня 1994     | Паломарська обсерваторія       | Керолін Шумейкер, Юджин Шумейкер    |
| (37656) 1994 PP6                   | 1994 PP6             | 10 серпня 1994    | Обсерваторія Ла-Сілья          | Ерік Вальтер Ельст                  |
| (37657) 1994 PX14                  | 1994 PX14            | 10 серпня 1994    | Обсерваторія Ла-Сілья          | Ерік Вальтер Ельст                  |
| (37658) 1994 PK18                  | 1994 PK18            | 12 серпня 1994    | Обсерваторія Ла-Сілья          | Ерік Вальтер Ельст                  |
| (37659) 1994 PM20                  | 1994 PM20            | 12 серпня 1994    | Обсерваторія Ла-Сілья          | Ерік Вальтер Ельст                  |
| (37660) 1994 PG22                  | 1994 PG22            | 12 серпня 1994    | Обсерваторія Ла-Сілья          | Ерік Вальтер Ельст                  |
| (37661) 1994 PJ26                  | 1994 PJ26            | 12 серпня 1994    | Обсерваторія Ла-Сілья          | Ерік Вальтер Ельст                  |
| (37662) 1994 PT26                  | 1994 PT26            | 12 серпня 1994    | Обсерваторія Ла-Сілья          | Ерік Вальтер Ельст                  |
| (37663) 1994 PT32                  | 1994 PT32            | 12 серпня 1994    | Обсерваторія Ла-Сілья          | Ерік Вальтер Ельст                  |
| (37664) 1994 PF39                  | 1994 PF39            | 10 серпня 1994    | Обсерваторія Ла-Сілья          | Ерік Вальтер Ельст                  |
| (37665) 1994 RH17                  | 1994 RH17            | 3 вересня 1994    | Обсерваторія Ла-Сілья          | Ерік Вальтер Ельст                  |
| (37666) 1994 SV7                   | 1994 SV7             | 28 вересня 1994   | Обсерваторія Кітт-Пік          | Spacewatch                          |
| (37667) 1994 SZ7                   | 1994 SZ7             | 28 вересня 1994   | Обсерваторія Кітт-Пік          | Spacewatch                          |
| (37668) 1994 SX9                   | 1994 SX9             | 28 вересня 1994   | Обсерваторія Кітт-Пік          | Spacewatch                          |
| (37669) 1994 TH1                   | 1994 TH1             | 2 жовтня 1994     | Обсерваторія Кітамі            | Кін Ендате, Кадзуро Ватанабе        |
| (37670) 1994 TW12                  | 1994 TW12            | 10 жовтня 1994    | Обсерваторія Кітт-Пік          | Spacewatch                          |
| (37671) 1994 UY11                  | 1994 UY11            | 31 жовтня 1994    | Паломарська обсерваторія       | PCAS                                |
| (37672) 1994 VC                    | 1994 VC              | 1 листопада 1994  | Обсерваторія Оїдзумі           | Такао Кобаяші                       |
| (37673) 1994 WR5                   | 1994 WR5             | 28 листопада 1994 | Обсерваторія Кітт-Пік          | Spacewatch                          |
| (37674) 1994 XH3                   | 1994 XH3             | 2 грудня 1994     | Обсерваторія Кітт-Пік          | Spacewatch                          |
| (37675) 1995 AJ1                   | 1995 AJ1             | 6 січня 1995      | Нюкаса                         | Масанорі Хірасава, Шохеї Судзукі    |
| (37676) 1995 BV11                  | 1995 BV11            | 29 січня 1995     | Обсерваторія Кітт-Пік          | Spacewatch                          |
| (37677) 1995 CA1                   | 1995 CA1             | 3 лютого 1995     | Обсерваторія Оїдзумі           | Такао Кобаяші                       |
| 37678 МакКлур (McClure)            | 1995 CR1             | 3 лютого 1995     | Обсерваторія Сайдинг-Спрінг    | Девід Ашер                          |
| (37679) 1995 DH5                   | 1995 DH5             | 22 лютого 1995    | Обсерваторія Кітт-Пік          | Spacewatch                          |
| (37680) 1995 FD2                   | 1995 FD2             | 23 березня 1995   | Обсерваторія Кітт-Пік          | Spacewatch                          |
| (37681) 1995 FB7                   | 1995 FB7             | 23 березня 1995   | Обсерваторія Кітт-Пік          | Spacewatch                          |
| (37682) 1995 GZ6                   | 1995 GZ6             | 4 квітня 1995     | Станція Сінлун                 | SCAP                                |
| (37683) 1995 KK                    | 1995 KK              | 19 травня 1995    | Коллеверде ді Ґвідонія         | Вінченцо Касуллі                    |
| (37684) 1995 NE                    | 1995 NE              | 1 липня 1995      | Обсерваторія Кітт-Пік          | Spacewatch                          |
| (37685) 1995 OU2                   | 1995 OU2             | 22 липня 1995     | Обсерваторія Кітт-Пік          | Spacewatch                          |
| (37686) 1995 OR3                   | 1995 OR3             | 22 липня 1995     | Обсерваторія Кітт-Пік          | Spacewatch                          |
| 37687 Chunghikoh                   | 1995 QB10            | 30 серпня 1995    | Сокорро (Нью-Мексико)          | Роберт Вебер                        |
| (37688) 1995 ST17                  | 1995 ST17            | 18 вересня 1995   | Обсерваторія Кітт-Пік          | Spacewatch                          |
| (37689) 1995 SH70                  | 1995 SH70            | 27 вересня 1995   | Обсерваторія Кітт-Пік          | Spacewatch                          |
| (37690) 1995 UV16                  | 1995 UV16            | 17 жовтня 1995    | Обсерваторія Кітт-Пік          | Spacewatch                          |
| (37691) 1995 UN74                  | 1995 UN74            | 21 жовтня 1995    | Обсерваторія Кітт-Пік          | Spacewatch                          |
| 37692 Лорібраг (Loribragg)         | 1995 VX              | 12 листопада 1995 | Обсерваторія Галеакала         | AMOS                                |
| (37693) 1995 VQ1                   | 1995 VQ1             | 15 листопада 1995 | Обсерваторія Кітамі            | Кін Ендате, Кадзуро Ватанабе        |
| (37694) 1995 WC6                   | 1995 WC6             | 26 листопада 1995 | Обсерваторія Клеть             | Обсерваторія Клеть                  |
| (37695) 1995 WT10                  | 1995 WT10            | 16 листопада 1995 | Обсерваторія Кітт-Пік          | Spacewatch                          |
| (37696) 1995 WE27                  | 1995 WE27            | 18 листопада 1995 | Обсерваторія Кітт-Пік          | Spacewatch                          |
| (37697) 1995 YW4                   | 1995 YW4             | 16 грудня 1995    | Обсерваторія Кітт-Пік          | Spacewatch                          |
| (37698) 1995 YL8                   | 1995 YL8             | 18 грудня 1995    | Обсерваторія Кітт-Пік          | Spacewatch                          |
| 37699 Сантіні-Айхл (Santini-Aichl) | 1996 AH1             | 13 січня 1996     | Обсерваторія Клеть             | Яна Тіха, Мілош Тіхі                |
| (37700) 1996 AL3                   | 1996 AL3             | 10 січня 1996     | Обсерваторія Галеакала         | AMOS                                |

| ← Астероїди 30001—40000 → |             |             |             |             |             |             |             |             |             |
| 30001—30100               | 31001—31100 | 32001—32100 | 33001—33100 | 34001—34100 | 35001—35100 | 36001—36100 | 37001—37100 | 38001—38100 | 39001—39100 |
| 30101—30200               | 31101—31200 | 32101—32200 | 33101—33200 | 34101—34200 | 35101—35200 | 36101—36200 | 37101—37200 | 38101—38200 | 39101—39200 |
| 30201—30300               | 31201—31300 | 32201—32300 | 33201—33300 | 34201—34300 | 35201—35300 | 36201—36300 | 37201—37300 | 38201—38300 | 39201—39300 |
| 30301—30400               | 31301—31400 | 32301—32400 | 33301—33400 | 34301—34400 | 35301—35400 | 36301—36400 | 37301—37400 | 38301—38400 | 39301—39400 |
| 30401—30500               | 31401—31500 | 32401—32500 | 33401—33500 | 34401—34500 | 35401—35500 | 36401—36500 | 37401—37500 | 38401—38500 | 39401—39500 |
| 30501—30600               | 31501—31600 | 32501—32600 | 33501—33600 | 34501—34600 | 35501—35600 | 36501—36600 | 37501—37600 | 38501—38600 | 39501—39600 |
| 30601—30700               | 31601—31700 | 32601—32700 | 33601—33700 | 34601—34700 | 35601—35700 | 36601—36700 | 37601—37700 | 38601—38700 | 39601—39700 |
| 30701—30800               | 31701—31800 | 32701—32800 | 33701—33800 | 34701—34800 | 35701—35800 | 36701—36800 | 37701—37800 | 38701—38800 | 39701—39800 |
| 30801—30900               | 31801—31900 | 32801—32900 | 33801—33900 | 34801—34900 | 35801—35900 | 36801—36900 | 37801—37900 | 38801—38900 | 39801—39900 |
| 30901—31000               | 31901—32000 | 32901—33000 | 33901—34000 | 34901—35000 | 35901—36000 | 36901—37000 | 37901—38000 | 38901—39000 | 39901—40000 |